# Le Cristal magique
Pour plus de détails, voir Fiche technique et Distribution.
Le Cristal magique (Latte Igel und der magische Wasserstein) est un film allemand réalisé par Regina Welker et Nina Wels, sorti en 2019.

## Synopsis
Bantour, le roi des ours, a volé le cristal magique. Un groupe de héros part le reprendre pour faire revenir l'eau dans la forêt.

## Fiche technique
- Titre : Le Cristal magique
- Titre original : Latte Igel und der magische Wasserstein
- Réalisation : Regina Welker et Nina Wels
- Scénario : Martin Behnke, Andrea Deppert, Marina Martins et Jesper Møller
- Production : Jan Goossen, Lilian Klages, Jesper Møller et Thomas G. Müller
- Société de production : Dreamin' Dolphin Film, Eagle Eye Filmproduktion, Grid Animation, Koch Films, Pigmental Studios et Simonsays Pictures
- Société de distribution : KMBO (France)
- Pays :  Allemagne,  Belgique et  États-Unis
- Genre : Animation, aventure et comédie
- Durée : 81 minutes
- Dates de sortie : 
  -  Allemagne : 25 décembre 2019
  -  France : 11 décembre 2019

## Doublage

### Version anglaise
- Ashley Bornancin : Latte
- Danny Fehsenfeld : Bantour
- Julian Grant : Johnson
- Gunnar Sizemore : Amaroo
- Daniel Amerman : Lupo
- Eric Saleh : Aken / le papa lapin

### Version française
- Audrey d'Hulstère : Amy
- Arthur Dubois : Tom
- Nathalie Stas : Greta
- Achille Dubois : Amaroo
- Martin Spinhayer : Bantour
- Karim Barras : Lupo
- Alain Eloy : Corbor

## Accueil
Pour Nicolas Didier de Télérama estime qu'« en dépit d’une animation 3D un peu rigide, cette charmante odyssée écologique emporte l'adhésion ». Sylvestre Picard pour Première écrit que le film « n'est pas le film d'animation de l'année », mais « fera vraiment plaisir [aux] jeunes enfants ».